# Rei Fuchai de Wu
Rei Fuchai de Wu (吳王夫差) (regnat del 495 aC al 473 aC), va ser l'últim rei de Wu, un estat de l'antiga Xina; va regnar cap al final del període de Primaveres i Tardors.

## Biografia
Fill del Rei Helü de Wu, va convertir-se en rei en el 495 aC. A l'inici del seu regnat, va derrotar les tropes de Yue en Fujiao (ara Comtat Wu, Jiangsu) i capturà la ciutat capital de Yue. En lloc d'annexionar el seu estat enemic rigorosament, com suggeria el seu Primer Ministre Wu Zixu, va fer les paus amb el Rei Goujian de Yue.
Després d'aquesta batalla, va construir el Canal Han i va empènyer al seu exèrcit cap al nord. A Ailing, el seu exèrcit va derrotar a l'estat de Qi. En el 482 aC, mentre tractava d'obtenir l'hegemonia en una reunió dels ducs en Huangchi, la seva capital va ser presa per sorpresa pel Rei Goujian de Yue.
Això no obstant, durant la tardana part del seu govern, la seva extravagància i obsessió amb la bellesa de Yue, Xi Shi, el va conduir a un debilitament del seu estat. El Rei Goujian de Yue va prendre avantatge d'esta situació per envair Wu. Va tenir èxit i Wu va ser destruït en el 473 aC. El Rei Fuchai va ser forçat a suïcidar-se.
Fuchai tingué almenys quatre fill, tres d'ells anomenats You, Hong i Hui. You era el seu hereu, però va ser mort en les batalles contra la venjança de Goujian, així que Hong es convertí en el nou hereu. Després de l'aboliment de l'estat, els altres tres fills de Fuchai van ser exiliats. Ells i els seus descendents van prendre Wu com el seu clan. Wu Rui, el creat Príncep de Changsha per l'Emperador Gaozu de Han, era un descendent de la Casa de Wu. També es va dir que era descendent de Fuchai.

## Llegat
Fuchai va ser el primer rei de la Xina del sud en esser-hi hegemònic. Després i durant el seu regnat, el sud de la Xina s'integrà a poc a poc en els estats del nord al voltant del riu Groc.